# Білка (притока Тні)
Білка — річка в Україні, у Пулинському районі Житомирської області, ліва притока річки Тні (басейн Дніпра) .

## Опис
Довжина 13 км, похил річки — 1,7 м/км. Формується з багатьох безіменних струмків. Площа басейну 94,1 км².

## Розташування
Бере початок на східній околиці села Білка. Тече на північний захід у межах сіл Червоносілка, Ходорівка, Тетірка, Улашанівка. У селі Рудокопи впадає в річку Тню, притоку Случі.

## Притоки
Ліві
- Білка [2]
- Моравна [3]
- Ходорівка [4]

Праві
- Бали [5]
- Жолоска [6]. Бере початок на південно-східній стороні від с. Тетірка[7]. Спочатку тече на південний схід і біля с. Новини повертає на північний захід. Далі тече через с. Андріївка і впадає у Білку між селами Улашанівка та Рудокопи. Назва має балтійське походження від слова «залізо», що характерно для гідронімії басейну Дніпра[8][9].